# برازق
البرازق (مفردها بُرزُقة) هي حلوى من أصل سوري، تُعَدُّ من أشهر الحلويات العربية، وهي قطع دائرية هَشَّة مُغَطَّاة بالسمسم. تُحَضَّر من الزبدة والسكر والدقيق والخميرة والحليب والسمسم والفستق والقطر.

## المعلومات الغذائية
تحتوي قطعة البرازق (70غ تقريباً) على المعلومات الغذائية التالية:
- سعرات الحرارية: 205
- دهون: 13
- دهون مشبعة: 4
- كولسترول: 12
- سكريات: 19
- بروتينات: 5

## المقادير
- 1000جم دقيق أبيض منخول.
- 500جم سمن بلدي.
- 250جم سكر بودرة منخول.
- قليل من الفانيليا.
- بيضتان.
- ملعقة من البيكنج بودر.
- ربع ملعقة صغيرة من المستكة المطحونة والمحلب.
- سمسم أبيض.

## طريقة التحضير
يدعك السمن باليد حتى يصير لونه أبيض ويضاف إليه السكر ويتابع الدعك حتى يصير الخليط هشاً كالكريمة يضاف
الدقيق تدريجيًا بعد نخله مع الاستمرار في الدعك بالأصابع حتى تتكون عجينة وتضاف الفانيليا والمحلب والمستكة والبيض، تترك بالثلاجة لمدة ساعة وبعدها تدعك باليد مرة أخرى وتقطع العجينة قطعاً متساوية بحجم البيضة وترق بين الكفين على شكل أقراص مستديرة ويوضع في الوسط قليل من الفستق ويرش على الحروف السمسم ويضغط عليهم باليد حتى يلصق وترتب الأقراص في صينية وتدخل الفرن حار مدة عشر دقائق ويحمر سطحها.